# Julien Fabri
Julien Fabri, né le 5 février 1994 à Marseille (Bouches-du-Rhône), est un footballeur français qui évolue au poste de gardien de but au SC Bastia.

## Biographie

### En club
Julien Fabri, né à Marseille le 5 février 1994, commence le football à l'AS Mazargues, avant de rejoindre l'Olympique de Marseille en 2005 à seulement onze ans. Il passe par toutes les équipes de jeunes du centre de formation marseillais jusqu’à arriver en équipe réserve, avec laquelle il commence à jouer en 2011, avant d'en devenir le titulaire lors de la saison 2013-2014. Le 8 juillet 2014, il signe son premier contrat professionnel avec l'Olympique de Marseille.
Le 10 juillet 2015, il est prêté pour une saison à Bourg-en-Bresse 01, en Ligue 2, pour avoir du temps de jeu. En début de saison, il est la doublure de Sébastien Callamand. Mais après de bonnes prestations, notamment en arrêtant des tirs au but lors de ses deux premiers matchs professionnels en Coupe de la ligue contre le Stade brestois 29 puis contre l'AS Nancy, il devient titulaire indiscutable, à partir de la 5e journée de Ligue 2. Il prend alors le temps de jeu qu'il était venu chercher en prenant part à trente-deux matchs. La saison suivante, il est de nouveau prêté au club bressan.
Il rejoint le 1er juillet 2017 le Stade brestois où il n'arrive pas à s'imposer. Il quitte celui-ci le 30 octobre 2019 en résiliant son contrat « d'un commun accord » et s'engage dans le foulée en faveur de La Berrichonne de Châteauroux qui doit faire face à la blessure de son gardien Rémi Pillot. Il débute titulaire dans les cages castelroussines dès le 1er novembre pour la réception de l'AJ Auxerre (13e journée, victoire 1-0). Il sort sur blessure le 28 février 2020 face au Havre (27e journée, défaite 0-3).

### En équipe nationale
Julien Fabri passe par les moins de 16 ans, les moins de 19 ans et enfin par les moins de 20 ans. Au total, il joue neuf rencontres amicales internationales.

## Statistiques
Le tableau ci-dessous retrace la carrière de Julien Fabri depuis ses débuts :
| Saison                | Club                      | Championnat           | Championnat | Championnat | Coupe nationale | Coupe nationale | Coupe de la Ligue | Coupe de la Ligue | Total | Total |
| Saison                | Club                      | Division              | M.          | B.          | M.              | B.              | M.                | B.                | M.    | B.    |
| 2015-2016             | Bourg-en-Bresse 01 (prêt) | Ligue 2               | 30          | 0           | -               | -               | 2                 | 0                 | 32    | 0     |
| 2016-2017             | Bourg-en-Bresse 01 (prêt) | Ligue 2               | 35          | 0           | -               | -               | -                 | -                 | 35    | 0     |
| Sous-total            | Sous-total                | Sous-total            | 65          | 0           | -               | -               | 2                 | 0                 | 67    | 0     |
| 2017-2018             | Stade brestois 29         | Ligue 2               | 2           | 0           | 1               | 0               | -                 | -                 | 3     | 0     |
| 2018-2019             | Stade brestois 29         | Ligue 2               | -           | -           | -               | -               | -                 | -                 | 0     | 0     |
| 2019-2020             | Stade brestois 29         | Ligue 1               | -           | -           | -               | -               | -                 | -                 | 0     | 0     |
| Sous-total            | Sous-total                | Sous-total            | 2           | 0           | 1               | 0               | -                 | -                 | 3     | 0     |
| 2019-2020             | LB Châteauroux            | Ligue 2               | 15          | 0           | 1               | 0               | -                 | -                 | 16    | 0     |
| 2020-2021             | LB Châteauroux            | Ligue 2               | 16          | 0           | 1               | 0               | -                 | -                 | 17    | 0     |
| Sous-total            | Sous-total                | Sous-total            | 31          | 0           | 2               | 0               | -                 | -                 | 33    | 0     |
| 2022-2023             | SC Bastia                 | Ligue 2               | -           | -           | -               | -               | -                 | -                 | 0     | 0     |
| 2023-2024             | SC Bastia                 | Ligue 2               | 2           | 0           | 1               | 0               | -                 | -                 | 3     | 0     |
| Total sur la carrière | Total sur la carrière     | Total sur la carrière | 100         | 0           | 4               | 0               | 2                 | 0                 | 106   | 0     |

## Palmarès
En 2015, il est Champion de CFA 2 (5e division) avec l'équipe réserve de l'Olympique de Marseille en prenant part à vingt rencontres de championnat.